# Où vont les stars ?
Albums de Mama Béa
Aux alentours d'après minuit
(1981) Extraits de la bande originale du film Édith et Marcel
(1983)
Où vont les stars ? est le huitième album de Mama Béa, paru en 1982.

## Historique
Cet album, est a été  enregistré au Studio de la Grande Armée à Paris en 1982.
Mama Béa a écrit les textes de toutes les chansons. Robert Baccherini en a composé la musique sauf celles de Je cherche un mec et Insomnia composées par Mama Béa.

## Liste des chansons
| 1. | Où vont les stars ?    | Béatrice Tekielski | Robert Baccherini  | 3:57 |
| 2. | Déception sentimentale | Béatrice Tekielski | Robert Baccherini  | 3:58 |
| 3. | Étrange                | Béatrice Tekielski | Robert Baccherini  | 3:30 |
| 4. | La Visite              | Béatrice Tekielski | Robert Baccherini  | 5:27 |
| 5. | Je cherche un mec      | Béatrice Tekielski | Béatrice Tekielski | 2:20 |

| 1. | Mais comment peux-tu faire ? | Béatrice Tekielski | Robert Baccherini  | 3:22 |
| 2. | Chanson rose                 | Béatrice Tekielski | Robert Baccherini  | 3:06 |
| 3. | Tu rêves                     | Béatrice Tekielski | Robert Baccherini  | 3:36 |
| 4. | Je suis deux                 | Béatrice Tekielski | Robert Baccherini  | 4:08 |
| 5. | Insomnia                     | Béatrice Tekielski | Béatrice Tekielski | 4:10 |

## Personnel

### Musiciens
non crédités sur la pochette

### Arrangements
- Robert Baccherini (et direction)
- sauf
  - Où vont les stars ?  par Robert Baccherini et Miche  Augier
  - La Visite par Aldo Franck pour les arrangements cordes et la direction

### Autres
- E.Guiot et P.Orieux : prise de son
- E. Guiot : mixage
- L. Gatignol : assistant
- Antoine Thierry Arditi : photo pochette
- Pierre Guyot : maquette
- Bruno (Jacques Dessange) : coiffure
- Chantal Braux : maquillage
- Georges Rech : robe